# 상류천
상류천(上流川)은 조선민주주의인민공화국 강원도 철원군 회산리에서 발원하여 대한민국의 강원특별자치도 철원군 철원읍을 지나 철원읍 대마리와 경기도 연천군 신서면의 인목면 편입지구의 경계를 지난 뒤 다시 북한 지역에서 역곡천에 합류되는 하천이다. 산명호저수지가 있다.